# Altınsoy
Altınsoy ist ein türkischer männlicher Vorname und Familienname. Außerhalb des türkischen Sprachgebiets kann vereinzelt auch die nicht-türkische Schreibweise Altinsoy auftreten. Der Name hat in etwa die Bedeutung „kostbar, wertvoll; qualitätsvoll“ (türk. altın = „Gold, golden“).

## Namensträger

### Familienname
- Ercan Altinsoy (* 1974), türkisch-deutscher Akustiker und Hochschullehrer
- Mehmet Altınsoy (1924–2007), türkischer Politiker